# Alex Vizorek
Alex Vizorek (nacido como Alexandre Wieczoreck ; 21 de septiembre de 1981) es un presentador de televisión belga, comediante, escritor y cponductor de radio.

## Biografía

### Inicios
Vizorek nació el 21 de septiembre de 1981 en Bruselas, Bélgica y creció en Borinage . Su abuelo paterno era un inmigrante polaco en Bélgica. Se graduó de Lycée Dachsbeck y luego asistió a la Universidad Libre de Bruselas, estudiando ingeniería comercial y periodismo. Después de graduarse, Vizorek se matriculó en el Cours Florent , donde estudió alta comedia.

## Trayectoria
En 2009, Vizorek se unió al grupo de teatro "reyes de comedia". En el Festival de Comedia de Montreux de 2009, su espectáculo "Alex Vizorek est une œuvre d'art" recibió el Premio François Silvant. Vizorek comenzó a trabajar en la industria de la radio, presentando un programa en Bel RTL sobre juegos de fútbol.
Luego presentó sus propios espectáculos en VivaCité y La Première. En 2018 fue anfitrión en la entrega de los Premios Magritte.

### Teatro
- 2018 : Trois hommes et un couffin

### Publicaciones
- Chroniques en Thalys, ediciones Kero, 2015 ISBN 978-2-366-58141-6
- L'échappé belge, ediciones Kero, 2017